# Megalomacha
Megalomacha là một chi bướm đêm thuộc phân họ Tortricinae của họ Tortricidae.

## Các loài
- Megalomacha tigripes Diakonoff, 1960